# Pablo z Valladolid
Pablo z Valladolid (hiszp. Pablo de Valladolid, Pablillos de Valladolid) – obraz olejny hiszpańskiego malarza Diega Velázqueza (1599–1660), przedstawiający błazna z dworu króla Hiszpanii Filipa IV. 

## Opis obrazu
Portret Pabla lub Pablilla z Valladolid należy do serii podobizn królewskich błaznów i trefnisiów, prawdopodobnie przeznaczonych do dekoracji Pałacu Buen Retiro. Zajęciem tego błazna było dostarczanie rozrywki rodzinie królewskiej. Spośród innych portretów o tej tematyce wyróżnia się tym, że jego bohater nie został przedstawiony w sposób groteskowy. Gest Pabla wskazuje na to, że zwraca się do publiczności, deklamując lub odgrywając rolę aktorską. W kompozycji brak jest odniesień przestrzennych czy rozdziału między podłogą a ścianą; mimo to postać mocno stoi na ziemi i nie wydaje się płaska. Malarz osiągnął ten efekt poprzez odpowiednie nałożenie cieni.
Tym portretem inspirowali się m.in. Francisco Goya, malując Hrabiego Cabarrusa, i Édouard Manet, tworząc Flecistę.

## Proweniencja
Obraz należał do królewskiej kolekcji sztuki, zdobił Pałac Buen Retiro, a następnie Pałac Królewski w Madrycie. W latach 1816–1827 znajdował się w Królewskiej Akademii Sztuk Pięknych św. Ferdynanda. Obecnie należy do kolekcji Muzeum Prado.